# Aleksander Wojtkiewicz
Aleksander Wojtkiewicz (* 15. Januar 1963 in Riga; † 14. Juli 2006 in Baltimore) war ein polnisch-amerikanischer Schachmeister. Er war Meister
Lettlands in 1981.

## Leben
Wojtkiewicz kam in sowjetischer Zeit als Polnischstämmiger in Lettland zur Welt. Er war Schüler des Ex-Weltmeisters Michail Tal, den er 1979 beim Interzonenturnier in Riga unterstützte. Bereits als Jugendlicher zählte Wojtkiewicz zu den führenden lettischen Spielern, erhielt als 15-Jähriger den Meistertitel und gewann 1981 die Einzelmeisterschaft der lettischen SSR.  1982 sollte er sich zum Militärdienst zu Zeiten des Sowjetisch-Afghanischen Kriegs melden, er versteckte sich jedoch mehr als vier Jahre lang. Erst 1986 stellte er sich den Behörden und wurde zu einer zweijährigen Gefängnisstrafe verurteilt. Ende 1987 wurde er amnestiert. 1988 siedelte Wojtkiewicz nach Polen um und erhielt umgehend die polnische Staatsbürgerschaft. Er nahm 1989 erstmals an der Meisterschaft Polens teil und gewann das Turnier. Er nahm noch dreimal an diesen Meisterschaften teil (1992, 1995 und 1996), wobei ihm ein weiterer Sieg 1995 sowie zwei Vize-Meisterschaften gelangen. 1990 verlieh ihm die FIDE den Großmeistertitel.
Wojtkiewicz galt als Open-Spezialist und siegte weltweit bei zahlreichen Open-Turnieren. Seit Ende der 1990er Jahre wohnte er in Baltimore und vertrat seit 2002 die USA. Dort gewann er mehrfach eine hoch dotierte Grand-Prix-Jahreswertung der US-amerikanischen Open; außerdem gelangen ihm zahlreiche weitere Turniersiege in den USA.
Am 14. Juli 2006 Aleksander Wojtkiewicz starb in Baltimore im Alter von 43 Jahren an schweren inneren Blutungen.

## Nationalmannschaft
Mit der polnischen Nationalmannschaft nahm Wojtkiewicz an den Schacholympiaden 1990 und 1992 sowie den Mannschaftseuropameisterschaften 1989 und 1992 teil. Bei der Mannschafts-EM 1989 erreichte er das beste Ergebnis am zweiten Brett sowie die zweitbeste Elo-Leistung aller Teilnehmer.

## Vereine
In der polnischen Mannschaftsmeisterschaft spielte Wojtkiewiecz von 1988 bis 1993, 1995 und 1997 für Polonia Warschau, 1999 und 2000 für Gant-Hetman Wrocław. Mit Polonia Warschau nahm er auch am European Club Cup 1997 teil und erreichte den zweiten Platz.